# جون والر
جون والر (بالإنجليزية: John Waller)‏ هو مغني وكاتب أغاني أمريكي، ولد في 12 ديسمبر 1970 في فايتيفيل في الولايات المتحدة.

## وصلات خارجية
- الموقع الرسمي
- جون والر على موقع ميوزك برينز (الإنجليزية)
- جون والر على موقع ديسكوغز (الإنجليزية)